# Sosikles

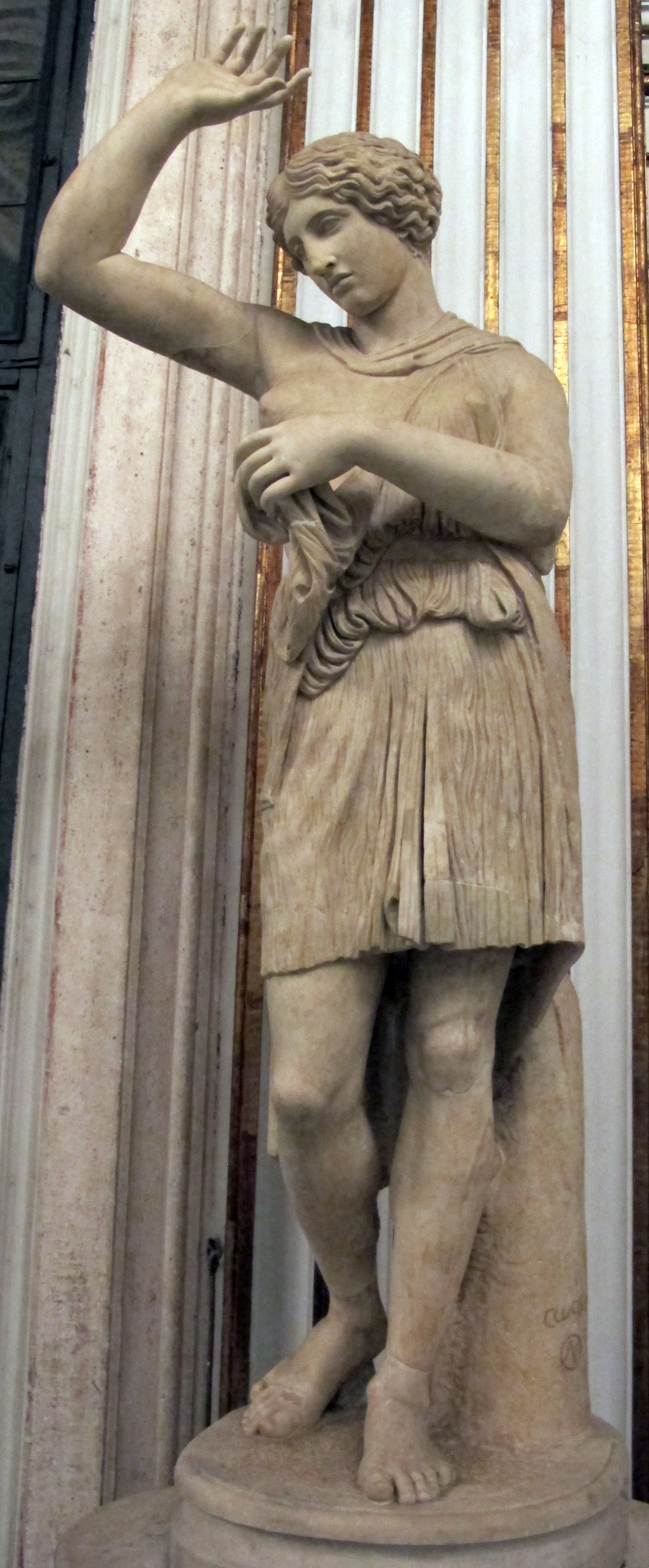
Amazone Typus Sosikles (Rom, Kapitolinisches Museum)

Sosikles (Σωσικλῆς) war ein römischer Bildhauer, tätig in der Mitte des 2. Jahrhunderts. Er betätigte sich als Kopist griechischer Meisterwerke.
Bekannt ist er durch zwei Signaturen:
- auf einer Marmorplinthe aus Tusculum
- auf der Stütze einer Marmorstatue einer verwundeten Amazone (Rom, Kapitolinische Museen, Inv. MC 0651). Dieses Statue stammt aus der Sammlung Albani, (Inv. D19) in Rom.

Dabei handelt es sich um die Marmorkopie einer verschollenen Bronzestatue einer Amazone aus Ephesos, die entweder von Polyklet oder Kresilas im 5. Jahrhundert v. Chr. geschaffen wurde.
Die Sosikles-Amazone gehört zusammen mit der Amazone Mattei und der Amazone Sciarra zu den drei Typen von in römischen Kopien erhaltenen Amazonen-Statuen, die auf einen Bildhauerwettstreit zwischen Phidias, Polyklet und Kresilas für das Heiligtum der Artemis in Ephesos zurückgehen.
Der Typus der Sosikles-Amazone ist noch in weiteren Exemplaren, z. T. nur als Hermen oder Büsten, überliefert.